# Роксоланы (село)
Роксоланы (укр. Роксолани) — село, относится к Овидиопольскому району Одесской области Украины.
Население по переписи 2001 года составляло 1630 человек. Почтовый индекс — 67843. Телефонный код — 4851. Занимает площадь 4,396 км². Код КОАТУУ — 5123783701.
В окрестностях теперешнего села находился античный город Никоний, раскопки которого начались в середине 50-х годов XX века. Первая греческая апойкия появилась в Поднестровье в V веке до нашей эры.
Карта Рицци-Дзаннони (1774 г.) Положение дел к началу руско-турецкой войны 1769—1774. На территории подвласной Крымскому ханству (фактически Османской империи) уже были населенные пункты: Odzider (теперь Овидиополь), Bogaz (современная Каролино-Бугаз), Janiduni (ныне Одесса) и самый Giribirzina (теперь Роксоланы).
После вхождения Очаковской области (междуречья Днестра и Южного Буга) к Российской империи началась раздача земель (дач), 1791—1793 годы. Межевая дача Тираспольского уезда Херсонской губернии на 1806 (фактически на 1801 год) статс-секретаря императрицы Екатерины ІІ Андриана Мойсеевича Грибовского (получил дачу в 1793 г.), которую 1802/1803 годах выкупил Игнаций Сцибор-Мархоцкий с селом Бузиновата или Бузина воды (теперь Роксоланы Овидиопольского р-на).

## Местный совет
67843, Одесская обл., Овидиопольский р-н, с. Роксоланы, ул. Центральная, 49.